# Working Class Hero
"Working Class Hero" is een nummer van John Lennon. Hij gebruikte het nummer voor zijn album John Lennon/Plastic Ono Band uit 1970. De stijl van het liedje gelijkt op het nummer Masters of War van Bob Dylan.
Bij het uitbrengen van het nummer had de platenmaatschappij twijfels rond de tekst:
- Keep you doped with religion and sex and tv.
- Think you're so clever and classless and free.
- But you're still fucking peasants as far as I can see.

Uiteindelijk koos men om het woord "fucking" op de hoes te vervangen door een asterisk. Lennon stond erop dat expliciet vermeld werd dat dit op aandringen van de platenmaatschappij was.
In 2007 nam Green Day een cover van het nummer op. Hun versie verscheen op het album Instant Karma: The Amnesty International Campaign to Save Darfur. De single-release van het nummer was op 30 april 2007, de iTunes release was op 1 mei datzelfde jaar.

## Hitlijsten

### NPO Radio 2 Top 2000
| Nummer met noteringen in de NPO Radio 2 Top 2000 | '99 | '00 | '01 | '02 | '03 | '04 | '05 | '06 | '07 | '08 | '09 | '10 | '11 | '12 | '13 | '14 | '15 | '16  | '17  | '18  | '19  | '20  | '21  |
| ------------------------------------------------ | --- | --- | --- | --- | --- | --- | --- | --- | --- | --- | --- | --- | --- | --- | --- | --- | --- | ---- | ---- | ---- | ---- | ---- | ---- |
| Working Class Hero                               | 563 | 547 | 559 | 624 | 638 | 596 | 557 | 486 | 700 | 572 | 683 | 600 | 621 | 625 | 659 | 917 | 950 | 1190 | 1351 | 1437 | 1623 | 1701 | 1967 |

1. ↑  Een vetgedrukt getal geeft de hoogste notering aan.
2. ↑  Deze tabel is bijgewerkt tot en met de laatste editie (2024).

## Covers
Enkele artiesten die het nummer hebben gecoverd:
- Cyndi Lauper
- Tin Machine (David Bowie)
- Elbow
- Jerry Williams
- Ian McNabb
- Manic Street Preachers
- Marianne Faithfull
- Marilyn Waring (politica)
- Noir Désir
- Ozzy Osbourne
- Antimatter
- Richie Havens
- Roger Taylor
- The Academy Is...
- Tina Dickow
- Marilyn Manson
- Racoon
- Green Day
- Tokio Hotel
- Drukwerk (Nederlandstalige versie: Werkloze)
- Mooi Wark (Drentstalige versie: Warkende helden)
- Bert De Coninck
- Kloot Per W